# Episodi di Shakugan no Shana

Logo della serie

La serie anime Shakugan no Shana è composta da tre stagioni televisive, cinque episodi OAV e vari cortometraggi extra. Gli episodi sono basati sulla serie omonima di light novel scritta da Yashichirō Takahashi, con le illustrazioni realizzate da Noizi Itō. Prodotti dallo studio d'animazione J.C.Staff, gli episodi sono diretti da Takashi Watanabe, scritti da Yasuko Kobayashi e con il character design curato da Mai Otsuka, che si è ispirata a quello originale di Ito. La direzione del suono è stata curata da Jin Aketagawa e la colonna sonora è stata composta da Kow Otani. La storia è incentrata su Yuji Sakai, un liceale che viene inavvertitamente coinvolto in un antico conflitto tra le forze di equilibrio e squilibrio dell'esistenza. Nel mentre, diventa amico di una combattente per la fazione dell'equilibrio di nome Shana.
La prima stagione della serie televisiva, composta da 24 episodi, è stata trasmessa in Giappone dal 6 ottobre 2005 al 23 marzo 2006 su TV Kanagawa e successivamente anche su TVS, Chiba TV, MBS TV, TV Aichi e Animax. Un DVD intitolato Shakugan no Shana: Prelude to Shana e contenente materiale promozionale per l'anime è stato pubblicato nel settembre 2005. La stagione è stata pubblicata in seguito per il mercato home video giapponese da Geneon in otto DVD tra gennaio e agosto 2006. Due box DVD contenenti ciascuno 12 episodi sono stati pubblicati rispettivamente nel gennaio e febbraio 2011. Un box Blu-ray Disc (BD) con tutti gli episodi della prima stagione è stato pubblicato nel giugno 2011. Un episodio OAV intitolato Shakugan no Shana SP, collocato cronologicamente dopo gli eventi dell'episodio 13, è stato pubblicato l'8 dicembre 2006.
Lo stesso staff che ha prodotto la prima stagione di Shakugan no Shana si è occupato in seguito anche dei progetti successivi. La seconda stagione da 24 episodi, intitolata Shakugan no Shana Second (灼眼のシャナⅡ?), è stata trasmessa dal 5 ottobre 2007 al 28 marzo 2008 su MBS e successivamente su CBC, TBS, Bandai Channel e Animax. La serie è stata pubblicata in otto DVD da Geneon tra gennaio e agosto 2008. Due box DVD da 12 episodi ciascuno sono stati pubblicati rispettivamente nel febbraio e nel'aprile 2011. Un box BD è stato pubblicato nel settembre 2011. Nelle Filippine, TV5 è stata la prima rete a trasmettere la seconda stagione nel Sud-Est Asiatico dal 10 novembre al 25 dicembre 2008. Una serie OAV da 4 episodi intitolata Shakugan no Shana S è stata pubblicata in DVD e BD dal 23 ottobre 2009 al 29 settembre 2010. La terza ed ultima stagione sempre da 24 episodi, intitolata Shakugan no Shana III -Final- (灼眼のシャナIII -Final-?), è andata in onda dall'8 ottobre 2011 al 24 marzo 2012 su Tokyo MX, per poi essere trasmessa su Chiba TV, TV Kanagawa, MBS, CBC, AT-X e BS11. La serie è stata pubblicata sul mercato home video giapponese da Geneon in 8 DVD/BD da dicembre 2011 a luglio 2012. Funimation ha acquisito i diritti per la pubblicazione nel Nord America della seconda e della terza stagione e della serie OAV.

## Lista episodi

### Shakugan no Shana(2005–2006)
| Nº  | Titolo italiano (traduzione letterale) Giapponese 「Kanji」 - Rōmaji | In onda               | In onda |
| Nº  | Titolo italiano (traduzione letterale) Giapponese 「Kanji」 - Rōmaji | Giapponese            |         |
| 1   | La fine di tutto, l'inizio di qualcosa 「全ての終わり、一つの始まり」 - Subete no owari, hitotsu no hajimari                                                                                | 5 ottobre 2005        |         |
| 2   | La fiamma ardente 「灯る炎」 - Tomoru honoo | 12 ottobre 2005       |         |
| 3   | Il Torch e la Flame Haze 「トーチとフレイムヘイズ」 - Toochi to fureimu haizu | 19 ottobre 2005       |         |
| 4   | La Flame Haze confusa 「惑いのフレイムヘイズ」 - Madoi no fureimu heizu | 26 ottobre 2005       |         |
| 5   | I sentimenti di ognuno 「それぞれの想い」 - Sorezore no omoi | 2 novembre 2005       |         |
| 6   | Fusione ・ Attivazione ・ Confronto 「交錯・発動・対決」 - Kousaku hatsudou taiketsu | 9 novembre 2005       |         |
| 7   | Le due Flame Haze 「二人のフレイムヘイズ」 - Futari no fureimu heizu | 16 novembre 2005      |         |
| 8   | Splendido calice 「麗しのゴブレット」 - Uruwashi no goburetto | 23 novembre 2005      |         |
| 9   | Amore e desiderio a bordo piscina 「恋と欲望のプールサイド」 - Koi to yokubou no puuru saidu                                                                                                | 30 novembre 2005      |         |
| 10  | Sentimenti intrecciati 「絡まる想い」 - Karamaru omoi | 7 dicembre 2005       |         |
| 11  | Yūji, Shana e un bacio 「悠二とシャナとキス」 - Yūji to Shana to kisu | 14 dicembre 2005      |         |
| 12  | I fiori sbocciano nella culla 「ゆりかごに花は咲いて」 - Yuri kago ni hana wa saite | 21 dicembre 2005      |         |
| 13  | Dichiarazione di guerra dietro la scuola 「校舎裏の宣戦布告」 - Kousha ura no sensen fukoku                                                                                                 | 4 gennaio 2006        |         |
| 14  | Una grande persona 「偉大なる者」 - Idainaru mono | 11 gennaio 2006       |         |
| 15  | Il giorno in cui nacque la fiamma 「炎の生まれた日」 - Honoo no umareta hi | 18 gennaio 2006       |         |
| 16  | La cacciatrice dagli occhi ardenti e dai capelli fiammeggianti 「炎髪灼眼の討ち手」 - Enpatsu shakugan no uchite                                                                            | 25 gennaio 2006       |         |
| 17  | Un nuovo capitolo 「新たなる序章」 - Aratanara joshou | 1º febbraio 2006      |         |
| 18  | Desiderio in frantumi 「砕ける願い」 - Kudakeru omoi | 8 febbraio 2006       |         |
| 19  | Nel cuore della battaglia 「戦いの中で」 - Tatakai no naka de | 15 febbraio 2006      |         |
| 20  | Wilhelmina spietata 「非情のヴィルヘルミナ」 - Hijou no viruherumina | 22 febbraio 2006      |         |
| 21  | Sentimenti che si allontanano 「遠ざかる想い」 - Toozagaru omoi | 1º marzo 2006         |         |
| 22  | Fiamma vacillante 「揺らぐ炎」 - Yuragu honoo | 8 marzo 2006          |         |
| 23  | Battaglia nel Seireiden 「星黎殿の戦い」 - Seireiden no tatakai | 15 marzo 2006         |         |
| 24  | Pensieri cremisi 「紅蓮の想い」 - Guren no omoi | 22 marzo 2006         |         |
| OAV | Shakugan no Shana - Capitolo speciale: Lezione all'aperto su terme e amore! 「灼眼のシャナ 特別編 恋と温泉の校外学習！」 - Shakugan no Shana tokubetsu hen koi to onsen no kougai gakushuu! | 8 dicembre 2006 (DVD) |         |

### Shakugan no Shana II (Second)(2007–2008)
| Nº | Titolo italiano (traduzione letterale) Giapponese 「Kanji」 - Rōmaji                      | In onda          | In onda |
| Nº | Titolo italiano (traduzione letterale) Giapponese 「Kanji」 - Rōmaji                      | Giapponese       |         |
| 1  | Ancora una volta 「再びの刻」 - Futatatbi no koku                                         | 4 ottobre 2007   |         |
| 2  | L'inizio di tutto 「全ての序章」 - Subete no joshō                                        | 11 ottobre 2007  |         |
| 3  | Sospetti sulla nuova studentessa 「疑惑の転校生」 - Giwaku no tenkōsei                    | 18 ottobre 2007  |         |
| 4  | Ragazze tristi 「憂いの少女たち」 - Urei no shōjo tachi                                   | 25 ottobre 2007  |         |
| 5  | Il tavolo da pranzo di famiglia 「家族の食卓」 - Kazoku no shokutaku                      | 1º novembre 2007 |         |
| 6  | La notte antecedente la prova 「試練の前夜」 - Shiren no senya                            | 8 novembre 2007  |         |
| 7  | Hayato Ike, il giorno della gloria 「池速人、栄光の日」 - Hayato Ike, eikō no hi          | 15 novembre 2007 |         |
| 8  | La porta per il passato 「過去への扉」 - Kako e no tobira                                 | 22 novembre 2007 |         |
| 9  | La pietra miliare della sofferenza 「哀しみのマイルストーン」 - Kanashimi no mairu sutoon | 29 novembre 2007 |         |
| 10 | L'uomo che fece ritorno 「帰ってきた男」 - Kaettekita otoko                               | 6 dicembre 2007  |         |
| 11 | La promessa dei due 「約束の二人」 - Yakusoku no futari                                   | 13 dicembre 2007 |         |
| 12 | L'inizio del festival del fresco autunno 「清秋祭始まる」 - Seishūsai no hajimaru         | 20 dicembre 2007 |         |
| 13 | Convergenza, e poi il presagio 「収束、そして兆し」 - Shūsoku, soshite kizashi            | 10 gennaio 2008  |         |
| 14 | Amanti per l'eternità 「永遠の恋人」 - Eien no koibito                                    | 17 gennaio 2008  |         |
| 15 | Risveglio 「覚醒」 - Kakusei                                                              | 24 gennaio 2008  |         |
| 16 | Sentimenti incessanti 「つきせぬ想い」 - Tsukisenu omoi                                   | 31 gennaio 2008  |         |
| 17 | Le strade di ognuno 「それぞれの道」 - Sorezore no michi                                  | 7 febbraio 2008  |         |
| 18 | Il complesso Yuji 「錯綜の悠二」 - Sakusō no Yūji                                         | 14 febbraio 2008 |         |
| 19 | Ciò che non ho potuto dirti 「言えなかったこと」 - Ienakatta koto                         | 21 febbraio 2008 |         |
| 20 | Combattimento mortale rosso scarlatto 「茜色の死闘」 - Akaneiro no shitō                  | 28 febbraio 2008 |         |
| 21 | Forza combinata 「合わさる力」 - Awaseru chikara                                          | 6 marzo 2008     |         |
| 22 | Vigilia di Natale 「クリスマス・イヴ」 - Kurisumasu ivu                                   | 13 marzo 2008    |         |
| 23 | Azioni pericolose 「危難の胎動」 - Kinan no taidō                                         | 20 marzo 2008    |         |
| 24 | Ciò che deve essere protetto 「守るべきもの」 - Mamoru beki mono                          | 27 marzo 2008    |         |

### Shakugan no Shana S(2009–2010)
| Nº | Titolo italiano (traduzione letterale) Giapponese 「Kanji」 - Rōmaji | Pubblicazione     | Pubblicazione |
| Nº | Titolo italiano (traduzione letterale) Giapponese 「Kanji」 - Rōmaji | Giapponese        |               |
| 1  | Reshuffle 「リシャッフル」 - Rishaffuru                              | 23 ottobre 2009   |               |
| 2  | Casa 「ドミサイル」 - Domisairu                                      | 26 febbraio 2010  |               |
| 3  | Overture (Prima parte) 「オーバーチュア 前編」 - Ōbāchua Zenpen      | 25 giugno 2010    |               |
| 4  | Overture (Seconda parte) 「オーバーチュア 後編」 - Ōbāchua Kouhen    | 29 settembre 2010 |               |

### Shakugan no Shana III (Final)(2011–2012)
| Nº | Titolo italiano (traduzione letterale) Giapponese 「Kanji」 - Rōmaji                  | In onda          | In onda |
| Nº | Titolo italiano (traduzione letterale) Giapponese 「Kanji」 - Rōmaji                  | Giapponese       |         |
| 1  | L'esistenza perduta 「失われた存在」 - Ushinawareta sonzai                            | 7 ottobre 2011   |         |
| 2  | Ciò che deve accadere 「来たるべきもの」 - Kitarubeki mono                            | 14 ottobre 2011  |         |
| 3  | Per iniziare il viaggio 「旅立つために」 - Tabidatsu tame ni                          | 21 ottobre 2011  |         |
| 4  | Riunioni e incontri 「再会と、邂逅と」 - Saikai to, kaikō to                          | 28 ottobre 2011  |         |
| 5  | La Flame Haze imprigionata 「囚われのフレイムヘイズ」 - Toraware no fureimuheizu      | 4 novembre 2011  |         |
| 6  | Nel palmo della sua mano 「掌のなかに」 - Tanagokoro no naka ni                       | 11 novembre 2011 |         |
| 7  | Il cancello divino 「神門」 - Shinmon                                                 | 18 novembre 2011 |         |
| 8  | Lo scoppio della guerra 「開戦」 - Kaisen                                             | 25 novembre 2011 |         |
| 9  | Seirei-den 「星黎殿へ」 - Seire-iden e                                                | 2 dicembre 2011  |         |
| 10 | Crocevia 「交差点」 - Kōsaten                                                         | 9 dicembre 2011  |         |
| 11 | Sentimenti provati 「聞こえる、想い」 - Kikoeru, omoi                                 | 16 dicembre 2011 |         |
| 12 | Parole di un giuramento 「誓いの言葉」 - Chikai no kotoba                             | 23 dicembre 2011 |         |
| 13 | A una spaccatura, da una spaccatura 「狭間へと、狭間から」 - Hazama e to, hazama kara | 6 gennaio 2012   |         |
| 14 | La dichiarazione del grande ordine 「大命宣布」 - Taimei senpu                        | 13 gennaio 2012  |         |
| 15 | Disfatta nella pioggia 「雨中の敗走」 - Uchū no haisō                                 | 20 gennaio 2012  |         |
| 16 | Alla battaglia, ancora una volta 「再び、戦いへ」 - Futatabi, tatakai e               | 27 gennaio 2012  |         |
| 17 | Per il bene di chi? 「誰が為に」 - Daregatame ni                                      | 3 febbraio 2012  |         |
| 18 | Spirale del conflitto 「闘争の渦」 - Tōsōnōzu                                         | 10 febbraio 2012 |         |
| 19 | Ciò che porta il vento 「彩飄(かぜ)が呼ぶもの」 - Saihyō (kaze) ga yobu mono          | 17 febbraio 2012 |         |
| 20 | L'uovo del mondo 「世界の卵」 - Sekai no tamago                                       | 24 febbraio 2012 |         |
| 21 | Una ragione 「一つの理」 - Hitotsu no ri                                              | 2 marzo 2012     |         |
| 22 | Il sogno di un estraneo 「異邦人の夢」 - Ihōjin no yume                               | 9 marzo 2012     |         |
| 23 | Il sogno del dio 「神の夢」 - Kami no yume                                            | 16 marzo 2012    |         |
| 24 | La fine in lontananza 「涯てより開く」 - Gaite yori hiraku                            | 23 marzo 2012    |         |

## Pubblicazione

### Giappone
La prima stagione è stata pubblicata in DVD, avvenuta in edizione limitata e regolare, dal 25 gennaio al 26 agosto 2006.
| Volume | Episodi | Data di pubblicazione |
| ------ | ------- | --------------------- |
| 1      | 1–3     | 25 gennaio 2006       |
| 2      | 4–6     | 24 febbraio 2006      |
| 3      | 7–9     | 24 marzo 2006         |
| 4      | 10–12   | 28 aprile 2006        |
| 5      | 13–15   | 25 maggio 2006        |
| 6      | 16–18   | 23 giugno 2006        |
| 7      | 19–21   | 28 luglio 2006        |
| 8      | 22–24   | 25 agosto 2006        |

La seconda stagione è stata pubblicata in DVD da Showgate in edizione regolare e limitata dal 25 gennaio al 29 agosto 2008.
| Volume | Episodi | Data di pubblicazione |
| ------ | ------- | --------------------- |
| 1      | 1–3     | 25 gennaio 2008       |
| 2      | 4–6     | 22 febbraio 2008      |
| 3      | 7–9     | 21 marzo 2008         |
| 4      | 10–12   | 25 aprile 2008        |
| 5      | 13–15   | 23 maggio 2008        |
| 6      | 16–18   | 25 giugno 2008        |
| 7      | 19–21   | 25 luglio 2008        |
| 8      | 22–24   | 29 agosto 2008        |

La terza stagione è stata pubblicata in DVD e Blu–ray Disc da Showgate in edizione regolare e limitata dal 22 dicembre 2011 al 27 luglio 2012.
| Volume | Episodi | Data di pubblicazione |
| ------ | ------- | --------------------- |
| 1      | 1–3     | 22 dicembre 2011      |
| 2      | 4–6     | 27 gennaio 2012       |
| 3      | 7–9     | 29 febbraio 2012      |
| 4      | 10–12   | 28 marzo 2012         |
| 5      | 13–15   | 27 aprile 2012        |
| 6      | 16–18   | 30 maggio 2012        |
| 7      | 19–21   | 27 giugno 2012        |
| 8      | 22–24   | 27 luglio 2012        |